# Análisis conjunto
El análisis conjunto, llamado también modelo composicional multiatributo, es una técnica estadística que se originó en la psicología matemática. Hoy se utiliza en muchas de las ciencias sociales y ciencias aplicadas incluyendo el marketing, la administración del producto y la investigación operativa. 
El objetivo del análisis conjunto es determinar qué combinación de un número limitado de atributos es el preferido por los encuestados. Se utiliza con frecuencia para comprobar la aceptación de diseños nuevos de producto por parte del cliente y valorar el atractivo de anuncios. Se ha utilizado en el posicionamiento de producto, pero hay algunos problemas con la aplicación de la técnica.

## Proceso
Los pasos básicos son:
- Selección del producto/servicio
- Selección de las características que deben ser probadas
- Muestra de las combinaciones del producto a clientes potenciales
- Los encuestados categorizan las combinaciones
- Se analizan los datos de una muestra representativa de clientes potenciales en conjunto con un profesional de la estadística. El análisis producirá las características más preferidas por los potenciales clientes.
- Incorporación de las características más preferidas en un nuevo producto o anuncio

## Recolección de información
A los encuestados se les muestra un conjunto de productos, prototipos, maquetas o retratos. Cada ejemplo es suficientemente semejante al otro como para que los consumidores lo vean como sustitutivo, pero suficientemente diferente para que puedan determinar claramente una preferencia. Cada ejemplo se compone de una combinación extraordinaria de características de producto. Se obtienen un rango de preferencias. Las respuestas se codifican y se introducen en un programa para análisis estadístico como R, SPSS, SegmentaNet, Barbwin o SAS.

## Análisis
El ordenador utiliza el análisis de varianza o técnicas de programación lineal para crear las funciones de utilidad para cada característica. Estas funciones de utilidad indican el valor que se ha percibido de la característica y lo sensibles que son las percepciones y preferencias del consumidor en relación con los cambios en las características de producto.

## Ventajas
- Es posible utilizar objetos físicos.
- Mide la preferencia en un nivel individual.

## Desventajas
- Solo un conjunto limitado de características se puede utilizar, porque el número de combinaciones aumenta muy rápidamente cuantas más características se agregan y esta sobrecarga de información afecta a la validez de los experimentos, aunque el impacto de esos problemas puede ser evitado o reducido utilizando la Integración de Información Jerárquica.[2]
- La etapa de la recogida de información es compleja.
- Es difícil de utilizar para investigación de posicionamiento de producto porque no hay procedimiento para convertir percepciones sobre características reales en percepciones acerca de un conjunto reducido de características fundamentales.